# Teniente Astete
Teniente Astete es una localidad peruana ubicada en el distrito de San Jacinto, perteneciente a la provincia y el departamento de Tumbes, al norte del Perú. 

## Ubicación
Teniente Astete se ubica al suroeste de la provincia de Tumbes, en el distrito de San Jacinto, en el departamento de Tumbes. Se ubica muy cerca a la frontera ecuatoriana-peruana.

## Demografía
En 2017 Teniente Astete tenía una población de 14 habitantes.
| Gráfica de evolución demográfica de Teniente Astete entre 1993 y 2017 |
|                                                                       |
| Fuentes: Población 1993 y 2017                                        |